# Henry Washington Hilliard

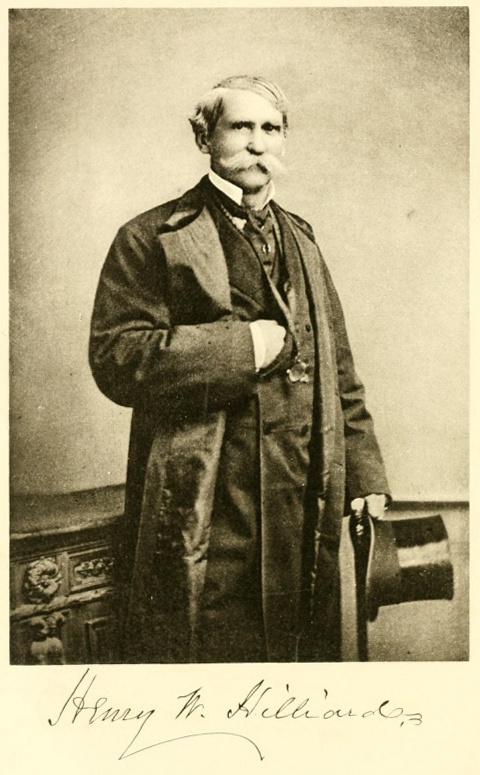
Henry Washington Hilliard

Henry Washington Hilliard (* 4. August 1808 in Fayetteville, North Carolina; † 17. Dezember 1892 in Atlanta, Georgia) war ein US-amerikanischer Jurist und Politiker.

## Werdegang
Henry Hilliard graduierte 1826 am South Carolina College (heute University of South Carolina) in Columbia. Er studierte Jura. Dann zog er nach Athens (Georgia), wo er 1829 seine Zulassung als Anwalt bekam. Hilliard war von 1831 bis zu seinem Rücktritt 1834 Professor an der University of Alabama in Tuscaloosa. Er zog dann nach Montgomery (Alabama), wo er seiner Tätigkeit als Anwalt wieder nachging.
Hilliard verfolgte ebenfalls eine politische Laufbahn. Er war zwischen 1836 und 1838 Mitglied im Repräsentantenhaus von Alabama. Dann nahm er 1839 als Delegierter an der Whig National Convention in Harrisburg (Pennsylvania) teil. Im nachfolgenden Jahr trat er als Präsidentschaftswahlmann für die Whig Party an. Hilliard kandidierte 1840 erfolglos für einen Sitz im 27. US-Kongress. Danach bekleidete er vom 12. Mai 1842 bis zum 15. August 1844 die Stellung als Chargé d’Affaires in Belgien. Nach seiner Rückkehr in die Vereinigten Staaten wurde er als Whig in den 29. US-Kongress gewählt und in die zwei nachfolgenden US-Kongresse wiedergewählt. Hilliard entschied sich gegen eine Kandidatur für den 32. US-Kongress. Er war im US-Repräsentantenhaus vom 4. März 1845 bis zum 3. März 1851 tätig. Danach trat er 1856 als Präsidentschaftswahlmann für die National American Party an.
Während des Bürgerkrieges diente er als Brigadegeneral in der Konföderiertenarmee. Hilliard zog 1865 nach Augusta (Georgia), wo er seiner Tätigkeit als Anwalt wieder nachging. Er wurde von Jefferson Davis zum konföderierten Kommissar von Tennessee ernannt.
Hilliard kandidierte 1876 als Republikaner erfolglos für einen Sitz im 45. US-Kongress. Danach ging er in Augusta wieder seiner Tätigkeit als Anwalt nach, zog aber später nach Atlanta. Hilliard war zwischen 1877 und 1881 als Gesandter in Brasilien tätig. Er verstarb 1892 in Atlanta; sein Leichnam wurde nach Montgomery überführt, wo er auf dem Oakwood Cemetery beigesetzt wurde.